# Pierre Clauzet
Pierre Clauzet, né le 1er septembre 1812 à Lesparre où il est mort le 5 décembre 1889, est un propriétaire viticole et homme politique français, ayant exercé les fonctions de conseiller général et de député.

## Biographie
Propriétaire viticole, conseiller général, il est député de la Gironde de 1876 à 1877, siégeant au groupe parlementaire bonapartiste de l'Appel au peuple.

Sa carrière politique parait avoir été très effacée, à en juger par les commentaires peu amènes de la presse à l’époque de sa candidature, pourtant réussie, à la députation de la Gironde : 

« une nullité aussi complète que M. Clauzet […] peut avoir des qualités privées, — on assure même qu’il en a beaucoup, — qui ne servent de rien dans la vie parlementaire. Au Conseil général, où il siège depuis longues années, il n’a jamais ouvert la bouche, et son incapacité est légendaire : ce n’est donc pas sur son éloquence que les électeurs médocains peuvent compter. M. Clauzet serait, à la Chambre, plus muet encore que dans notre assemblée départementale. […] la vaillance de M. Clauzet est toute platonique et se réduira à déposer dans l’urne un bulletin de vote, ce dont s’acquitterait aussi bien que lui le plus illettré des paysans de Lesparre. »

## Sources
- « Pierre Clauzet », dans Adolphe Robert et Gaston Cougny, Dictionnaire des parlementaires français, Edgar Bourloton, 1889-1891 [détail de l’édition]
- « Pierre Clauzet », dans le Dictionnaire des parlementaires français (1889-1940), sous la direction de Jean Jolly, PUF, 1960 [détail de l’édition]